# Абкайк – Беррі
Абкайк – Беррі – трубопровід на сході Саудівської Аравії, що задіяний у обслуговуванні газопереробної промисловості країни.
Ще у 1960-х роках найбільший в світі комплекс підготовки нафти в Абкайку доповнили газопереробними потужностями. Втім, певні обсяги газу, який ще потребує очищення від сірководню, спрямовуються до газопереробного заводу Беррі. Для цього використовують трубопровід ABGP-1, який став до ладу в 1995 році, має довжину 137 км та виконаний в діаметрів 600 мм.